# KGOKOR
KGOKOR este un combinat siderurgic din Ucraina, amplasat la Krivoi Rog.
Construcția combinatului KGOKOR a fost începută de către Uniunea Sovietică în 1983, însă după destrămarea blocului sovietic, Ucraina a intrat în posesia a 56,4% din acțiuni, România deține 27%, iar Slovacia 15,6%.
Autoritățile ucrainiene estimau inițial capacitatea de producție KGOKOR la 6,6 milioane tone oțel/an, pentru ca să urce ținta la 10 milioane tone/an.

## Istoric
În 1983, Ucraina a luat decizia construirii unui combinat de îmbogățire a minereurilor acide, pe care să-l facă împreună cu România și cu alte cinci state din blocul comunist.
România s-a angajat la investiții de circa 800 de milioane de dolari, ceea ce, cantitativ, însemna mai mult de 26% din combinat.
Cei patru mari antreprenori din România (Arcif, Arcom, Uzinexportimport și Ipromet) au construit la Krivoi Rog nu doar un combinat, ci un adevărat oraș.
Blocuri de locuințe, grădinițe, școli.
Ucraina urma să plătească în pelete de minereu, care ar fi urmat să fie folosite de Sidex Galați.
Construcția urma să fie finalizată în 1992, dar în 1990 a fost sistată, când se făcuse deja 80-90% din combinatul în care companiile românești au lăsat 800 de milioane de dolari.
Finalizarea construcției a fost prelungită ulterior.
În 1998 lucrările au fost sistate prin decizia părții ucrainene, mișcare de pe urma căreia statul româan s-a ales doar cu investiții inutile într-un obiectiv care nu i-a adus niciun beneficiu.
Între timp, indecizia Ucrainei de a continua lucrarile a dus la furturi masive de echipamente de pe șantier.

## Vezi și
- Combinatul de Îmbogățire a Minereurilor Acide de la Krivoi Rog